# Eparchie mičurinská
Eparchie Mičurinsk je eparchie ruské pravoslavné církve nacházející se v Rusku.

## Území a titul biskupa
Zahrnuje správní hranice území Mičurinského, Moršanského, Nikiforovského, Pěrvomajského, Petrovského, Sosnovského a Starojurjevského rajónu Tambovské oblasti.
Eparchiálnímu biskupovi náleží titul biskup mičurinský a moršanský.

## Historie
Dne 10. prosince 1868 byl zřízen kozlovský vikariát tambovské eparchie (Kozlov - dnes Mičurinsk). Po smrti biskupa Ioannikije (Moskvina) nebyl vikariát dlouho obsazen. Dne 5. února 1904 byl výnosem Nejsvětějšího synodu vikariát obnoven.
Roku 1932 po přejmenování města na Mičurinsk byl vikariát přejmenován na vikariát mičurinský. Roku 1936 byl biskup Venedikt (Alentov) jmenován na tambovskou katedru a získal titul biskup tambovský a mičurinský což znamenalo zánik vikariátu.
Dne 26. prosince 2012 byla rozhodnutím Svatého synodu zřízena eparchie mičurinská a to oddělením území z tambovské eparchie. Stala se součástí nově vzniklé tambovské metropole.
Prvním eparchiálním biskupem se stal igumen Germogen (Seryj), duchovní tobolské eparchie.

## Seznam biskupů

### Kozlovský vikariát tambovské eparchie
- 1869–1869 Ioannikij (Moskvin)
- 1904–1908 Nafanail (Troickij)
- 1908–1912 Grigorij (Jackovskij)
- 1913–1918 Zinovij (Drozdov)
- 1918–1919 Pavel (Pospelov)
- 1923–1926 Dimitrij (Dobroserdov), svatořečený mučedník
- 1926–1927 Alexij (Buj), svatořečený mučedník
- 1927–1930 Vassian (Pjatnickij), svatořečený mučedník

### Mičurinská eparchie
- 2012–2013 Feodosij (Vasněv), dočasný administrátor
- od 2013 Germogen (Seryj)